# Rhadinaea pulveriventris
Rhadinaea pulveriventris — вид змій родини полозових (Colubridae). Мешкає в Коста-Риці і Панамі.

## Поширення і екологія
Rhadinaea pulveriventris мешкають в горах на території Коста-Рики і західної Панами. Вони живуть в гірських тропічних лісах і хмарних лісах, на висоті від 1000 до 1600 м над рівнем моря.